# Железнодорожная магистраль Китай — Кыргызстан — Узбекистан
Железнодорожная магистраль «Китай — Кыргызстан — Узбекистан» (ККУЖД) — строящаяся железная дорога длинной 532,53 километра, призванная соединить железные дороги Китая и Узбекистана через территорию Кыргызстана, а далее через Туркменистан, Иран и Турцию связать с европейской сетью железных дорог в рамках транспортной системы Нового шёлкового пути.
Дорога пролегает через сложный горный рельеф, где идёт строительство десятков тоннелей и мостов, в том числе трёх тоннелей длиной более 12 километров каждый.

## Маршрут
После продолжительной полемики при обсуждении маршрута через Кыргызстан было выбрано «северное» направление: от китайского города Кашгар (является конечной точкой китайской железной дороги в южном Синьцзяне), через КПП Торугарт, долину Арпа (Ферганский хребет), далее через села Кош-Дебе, Макмал, город Джалал-Абад в Узбекистан. Маршрут проходит через высокогорные регионы Кыргызстана. 
Изначально сообщалось, что планируемая протяжённость кыргызского участка составит 268,4 километра, китайского участка — 165 километров. Общую длину дороги обозначали в 454-километров. По более поздним данным протяженность железной дороги составляет 532,53 км, из них на территории Китая «Кашгар — Торугарт» — 158,04 км и на территории Кыргызстана — 304,94 км.

## Технические характеристики
Поскольку Китай и Кыргызстан имеют разную ширины колеи, стороны рассматривали различные варианты по решению данной проблемы. Кыргызская сторона настаивала на применении стандарта 1520 мм, китайская сторона — на ширине 1435 мм. По состоянию на май 2011 года, предполагалось что пунктом замены тележек будет станция Тузбель в Кыргызстане. В январе 2023 года был представлен план с указанием перегрузочного пункта с одной колеи на другую на территории Кыргызстана в районе села Макмал.
Общая протяжённость железной дороги составляет 532,53 км. Из них 158,04 км будут проложены по территории Китая «Кашгар — Торугарт», а по территории Кыргызстана — 304,94 км, в том числе 167,54 км с шириной колеи 1435 мм, а также 138,77 км — 1520 мм.
Согласно утвержденному технико-экономическому обоснованию, участок в Кыргызстане будет представлять собой однопутную железную дорогу, использующую тепловозную тягу, с условием последующей электрификации. Проектная скорость дороги — 120 км/ч.
При реализации проекта будет построено 20 станций (две перспективные), включая 2 пограничные станции, 1 перегрузочную станцию Макмал, 4 промежуточных станции и 13 разъездов. Также будут возведены 48 мостов общей протяжённостью ~16 км и 27 тоннелей общей протяжённостью ~103 км. Среди крупнейших тоннелей более 12 километров выделяются: тоннель Нарын (Джаман-Даван) протяжённостью — 12,5 км, тоннель Коштоба (Казарман) протяжённостью — 13,2 км; и тоннель Ферганский (Сузакский район) протяжённостью — 12,2 км.

## Экономические характеристики
В 2003 году Китай выделил 20 млн юаней (2,4 млн долларов США) на разработку предварительного ТЭО железнодорожной магистрали. Китайские эксперты, разработавшие предварительное ТЭО железнодорожной магистрали, отметили ряд преимуществ нового пути по сравнению с существующими транспортными коридорами: новая магистраль короче существующего транспортного коридора более чем на 900 км, строительство железной дороги улучшит состояние транспортного сообщения между центрально-азиатскими странами и предоставит им удобный выход к морю. По предварительным расчётам Кыргызстан будет ежегодно получать около 200 миллионов долларов США за счёт транзита грузов через свою территорию. По самым оптимальным подсчётам объём внутренних грузов в пределах Кыргызстана составит не более 5 %.
Стоимость строительства железнодорожной магистрали по территории Кыргызстана оценивается в 1,34 млрд долларов США. Поскольку у Кыргызстана нет собственных источников финансирования данной магистрали, предполагается, что строительство будет вестись на деньги КНР. По данным 2024 года уточнённая стоимость проекта составила около 8 млрд долларов США.
К началу строительства стороны договорились, что Китай будет отвечать за строительство участка в КНР, Узбекистан за модернизацию железной дороги на своей территории, а  совместная компания «China-Kyrgyzstan-Uzbekistan Railway Company» отвечает за финансирование, строительство и эксплуатацию кыргызского участка.

## Строительство
Планы по строительству железной дороги имелись еще с 90-х годов XX века, однако проекту долгое время не уделялось должного внимания. В XXI веке правительство КНР выдвинуло глобальную инициативу «Один пояс — один путь», идеей которого было возрождение Великого шёлкового пути в современном мире. В рамках этой инициативы интерес к строительству дороги приобрёл новую силу и возобновились переговоры между странами участниками.
В 2020 году, несмотря на то, что пандемия COVID-19 несколько затормозила проект, страны участники обсуждали различные варианты железнодорожного маршрута, а также ширину колеи. В 2022 году проекту планировалось дать старт. 14 сентября 2022 года, на саммите ШОС в Самарканде, представители трёх стран согласовали маршрут, расходы на проект будут равномерно распределены между участниками, а технико-экономическое обоснование (ТЭО) планировалось подготовить к 1 июню 2023 года. Чуть ранее заявленного плана, в мае 2023 года, завершилось ТЭО в китайском проектно-исследовательском институте, об этом сообщил министр транспорта Узбекистана Илхом Махкамов. 18 января 2023 года в Бишкеке открылся совместный Проектный офис по координации проекта строительства. Официальное соглашение о строительстве железной дороги было подписано в Пекине 6 июня 2024 года представителями трёх стран, по случаю подписания торжественно выступили председатель КНР Си Цзиньпин, президент Кыргызстана Садыр Жапаров и президент Узбекистана Шавкат Мирзиёев, каждый из который подчеркнул важность проекта. В сентябре 2024 года в Бишкеке открылась совместная компания ОсОО «Железнодорожная компания „Китай-Кыргызстан-Узбекистан“». 
27 декабря 2024 года в Джалал-Абаде, в присутствии представителей трёх стран, состоялась церемония по случаю начала строительства железной дороги «Китай — Кыргызстан — Узбекистан». На совместном мероприятии был заложен символический камень в основание масштабного проекта. 
29 апреля 2025 года состоялась торжественная церемония начала строительных работ ключевых объектов — мостов и тоннелей, которые занимают значительную часть всего пути. В том числе приступили к возведению трёх крупнейших тоннелей — Нарын (Джаман-Даван), Коштоба (Казарман) и Ферганский (Сузакский район) длинной более 12 километров каждый. 

## Критика
В 2013 году участник клуба «Валдай», Кубат Рахимов высказывал, что озвученные затраты завышены, а окупаемость проекта сомнительна: «ни о каком трансконтинентальном железнодорожном транзите из Китая в Европу через Кыргызстан речи быть не может, на маршруте будет восемь госграниц, две процедуры замены тележек: сначала на китайской-кыргызской границе, а затем на туркмено-иранской, и еще паромная переправа в Турции через озеро Ван».